# Apchon
Apchon là một xã ở tỉnh Cantal, thuộc vùng Auvergne-Rhône-Alpes ở miền trung nước Pháp.

## Dân số
| Năm | 1962 | 1968 | 1975 | 1982 | 1990 | 1999 |
| --- | ---- | ---- | ---- | ---- | ---- | ---- |
| Dân số | 400  | 455  | 352  | 313  | 257  | 242  |
| From the year 1968 on: No double counting—residents of multiple communes (e.g. students and military personnel) are counted only once. |      |      |      |      |      |      |

### Vues d'Apchon

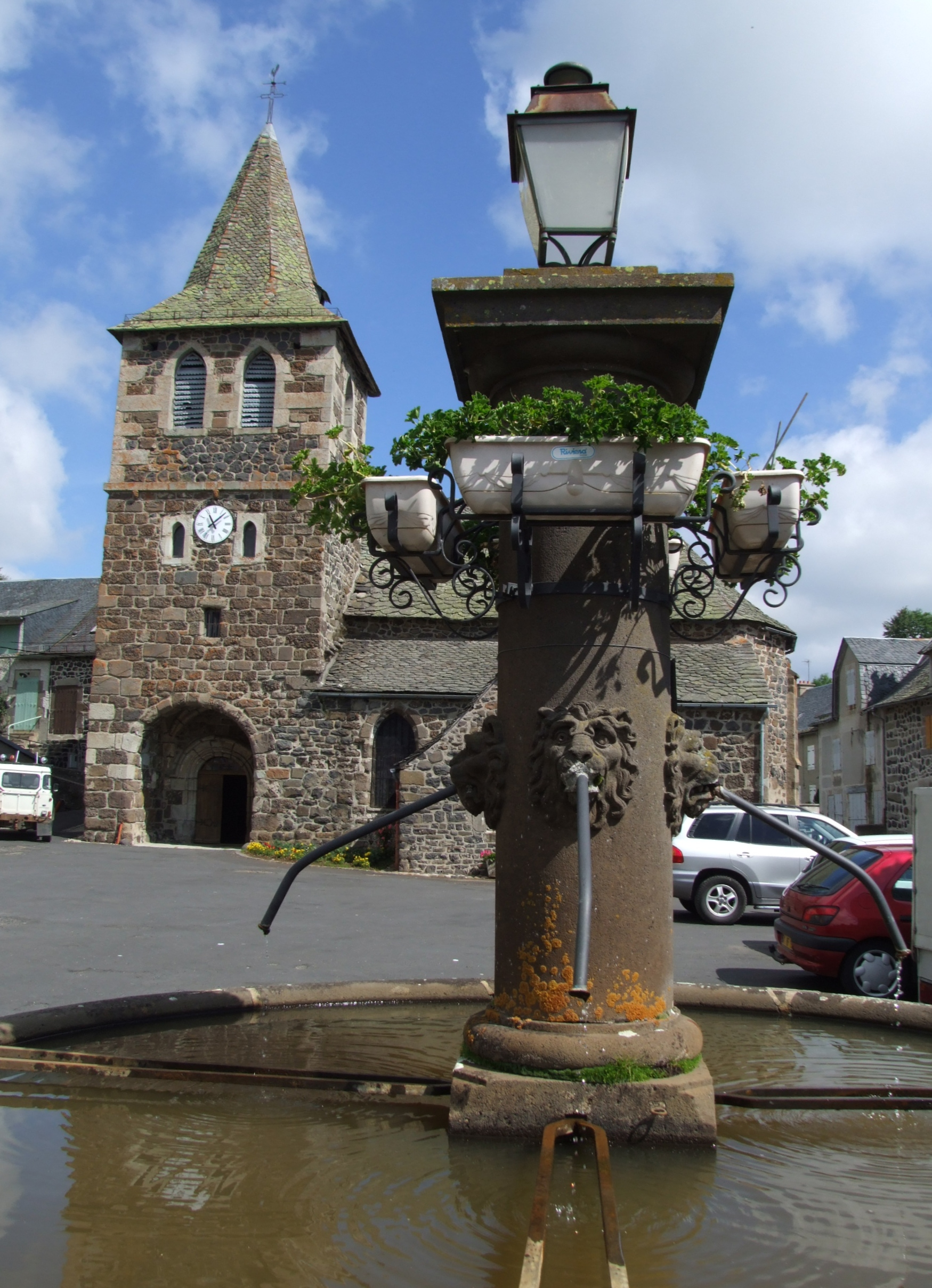
Église paroissiale
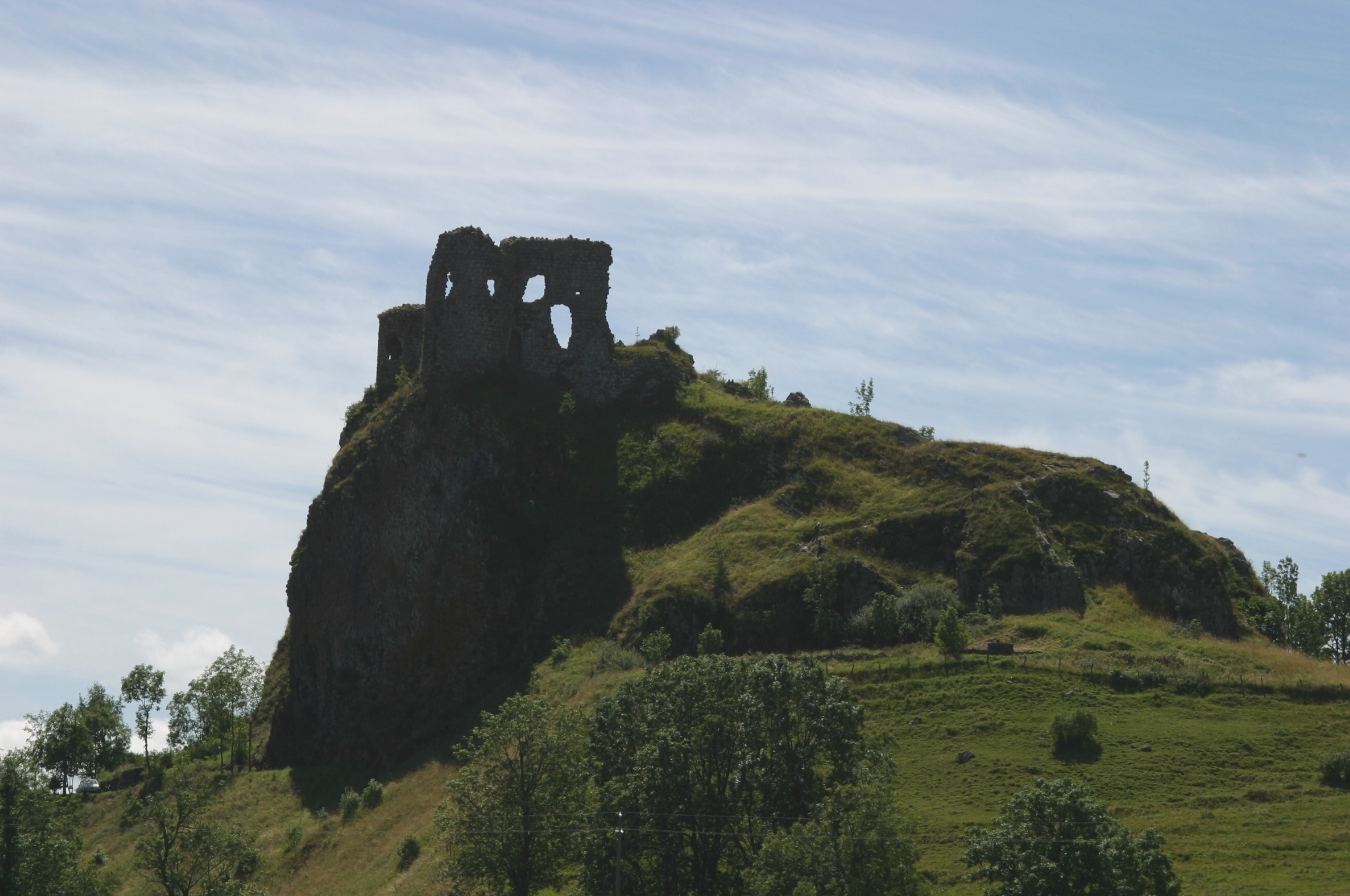
Ruines du château (construit entre 1408 et 1422)
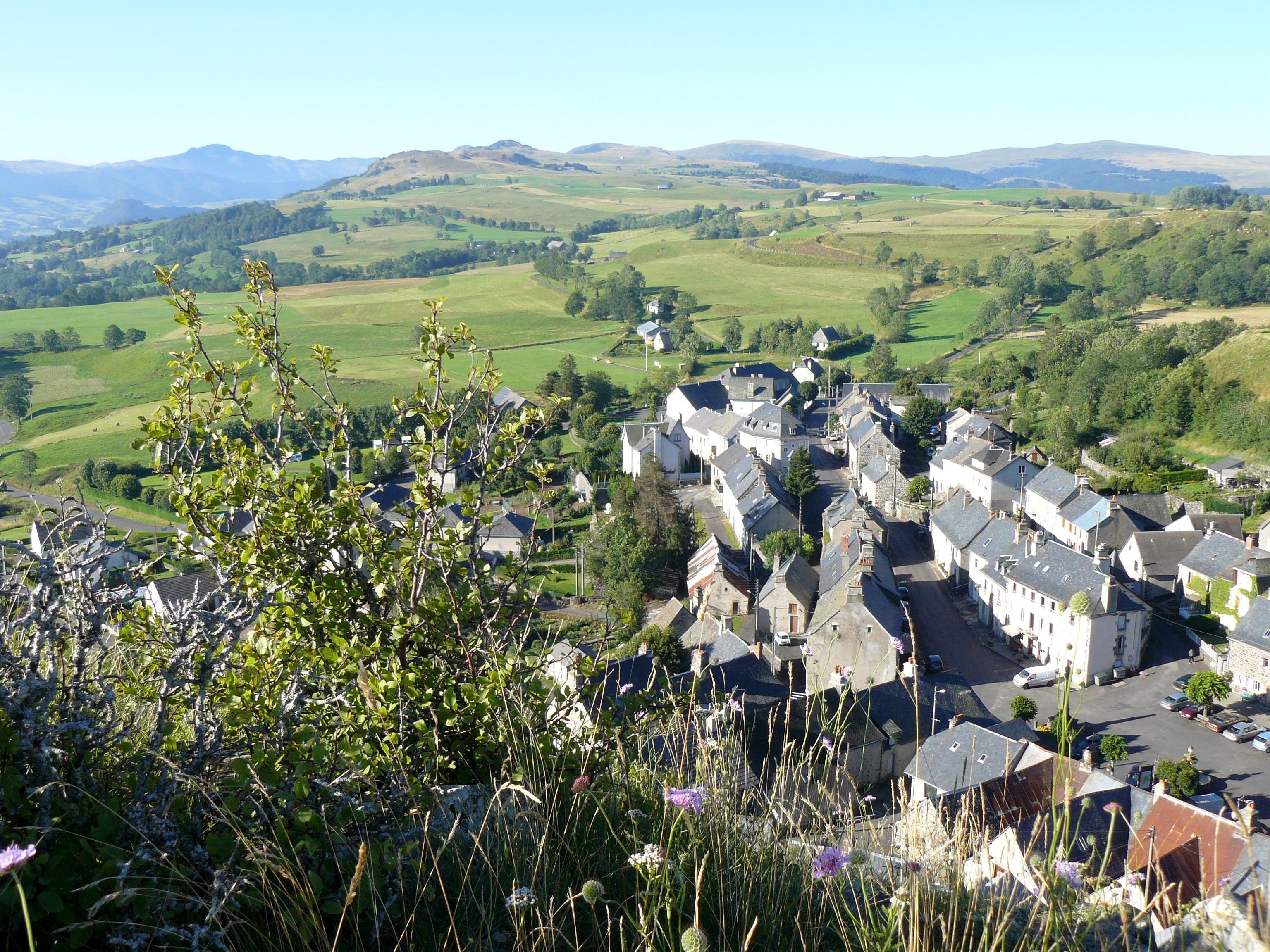
Vue du village depuis le château